# Grace Darmond
Grace Darmond (Toronto, 20 de novembro de 1898 — Los Angeles, 8 de outubro de 1963) foi uma atriz nascida no Canadá e radicada ao cinema estadunidense. Exerceu a sua atividade na época do cinema mudo, em mais de 60 filmes entre 1914 e 1927.

## Biografia
Grace Darmond nasceu Grace Glionna em Toronto, em 20 de novembro de 1893, filha de James Glionna, um músico estadunidense que morava no Canadá desde 1877, e Alice Glionna, nativa de Ontário.

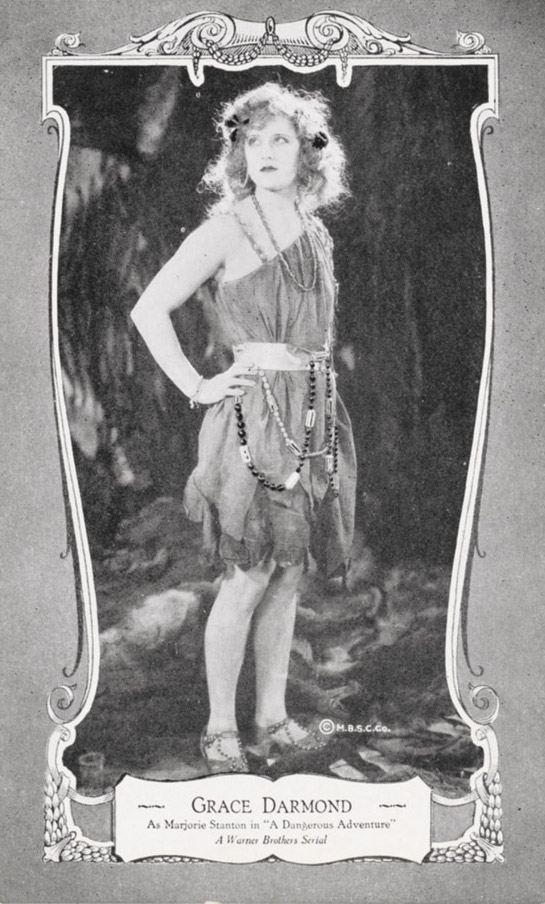
Grace Darmond em A Dangerous Adventure.

O primeiro filme em que atuou, aos 16 anos, foi a comédia curta-metragem A Pair of Stockings, em 1914, da Selig Polyscope Company. Darmond estrelou o primeiro filme Technicolor, The Gulf Between, em 1917, ao lado do ator Niles Welch, produzido pela Technicolor Motion Picture Corporation. O filme estreou em 13 de setembro em Boston e em 21 de setembro no Aeolian Hall em Nova Iorque. Entretanto, quando o filme teve um lançamento limitado no início de 1918, em um tour pelas cidades estadunidenses, foi um fracasso comercial e de crítica. O processo inicial de Technicolor ("System 1") era um método aditivo de cores, que requeria um projetor especial e que apresentava sombras e deformações.
Darmond estrelou muitos filmes notáveis do período, mas nunca foi capaz de se sobressair em filmes de grande orçamento. A maioria de seus papéis foi para apoiar os maiores nomes da época, ou em papéis menores, em filmes menos conhecidos. Seus papís mais marcantes foram em Below the Surface (1920), quando ela estrelou com Hobart Bosworth e Lloyd Hughes, e no seriado A Dangerous Adventure, produzido e dirigido pela Warner Bros.. Tais papéis a levaram a ser escalada ao lado de Boris Karloff no suspense The Hope Diamond Mystery (1921). Na edição de julho da Motion Picture Magazine, ela foi destaque em um artigo escrito por Joan Tully intitulado "Mantled With Shyness (A Word Portrait of Grace Darmond)".
Atuou pelas companhias Selig Polyscope Company, Vitagraph Studios, Astra Film Corporation, Burston Films Inc., Thomas H. Ince Corporation, Warner Bros., Columbia Pictures, Fox Film, entre outras.
Seu último filme com alguma notoriedade foi Wide Open (1927), estrelado por Lionel Belmore e Dick Grace. Ainda em 1927, atuou creditada em seu último filme, Wages of Conscience, e só voltou a atuar num pequeno papel não creditado em 1941, no filme Our Wife, sua última presença nas telas do cinema. Quando ocorreu o advento do cinema falado, Darmond, como muitas atrizes e atores da era do cinema mudo, não foi capaz de fazer uma transição bem sucedida. Ela terminou sua carreira de atriz e, na maior parte do tempo desapareceu dos olhos do público, até sua morte em 1963.
Grace morreu em 8 de outubro de 1963, em Los Angeles, de nefrite crônica e doença cardíaca, e seu corpo foi doado para a Faculdade de Odontologia, para o estudo das ciências médicas.

## The Gulf Between

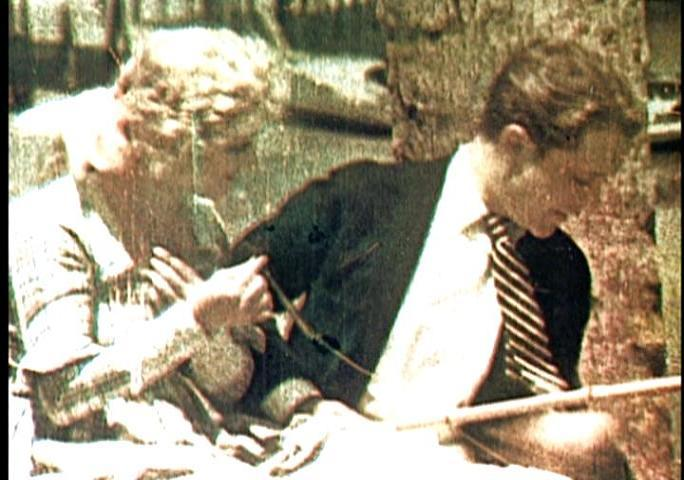
Cena do filme The Gulf Between, de 1917, o primeiro filme em Technicolor.

The Gulf Between, de 1917, foi o primeiro filme em Technicolor e o único feito para ser mostrado pelo método aditivo de duas cores. A imagem mostrada é um composto de cor de um par de filmes preto e branco, que simultaneamente foram fotografados através de filtros vermelhos e verde-azulados em uma câmera de filme Technicolor especial. Os pares de quadros formavam uma única faixa de filme que percorria a câmera e o projetor. Para mostrar o filme em cores, um sistema óptico especial projetava simultaneamente cada par de quadros em preto e branco através dos filtros de cor apropriados, sobrepondo-os na tela de projeção. Na prática, manter as duas imagens na tela aceitavelmente boas exigia uma atenção constante por um especialista, tornando o sistema comercialmente impraticável. Filmes posteriores em Technicolor de duas cores foram emitidos com imagens sobrepostas em corante vermelho e verde em cada quadro, eliminando a necessidade de equipamentos de projeção especiais e habilidades incomuns.

## Vida pessoal

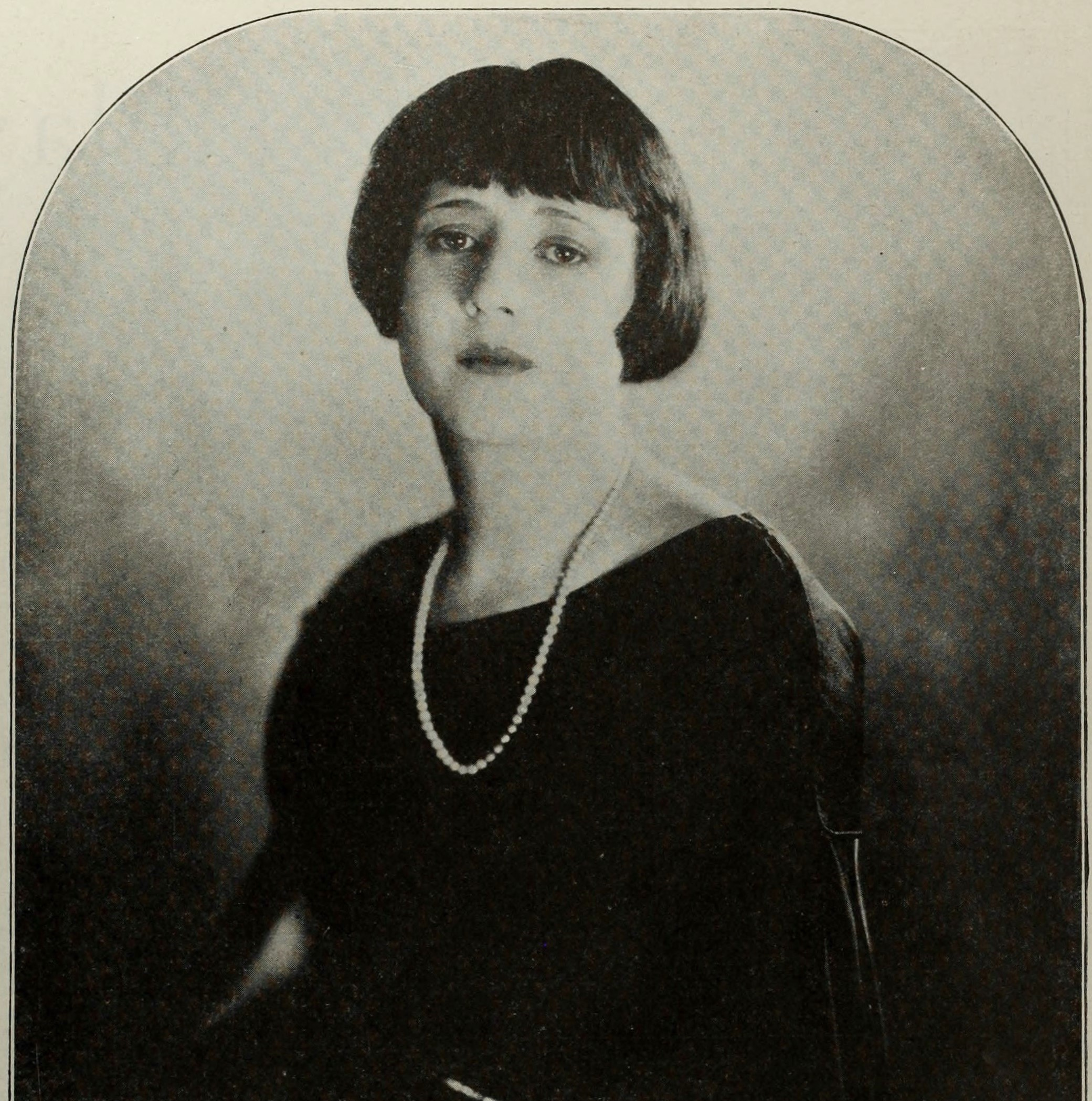
Jean Acker, amante de Darmond nos anos 1920.

Grace era, segundo informações da época, lésbica. Embora tendo realizado um número substancial de filmes ao longo de cerca de 13 anos, ela era conhecida no círculo interno de Hollywood como a amante lésbica da atriz Jean Acker, a primeira esposa do ator Rodolfo Valentino. Ela também esteve ligada, como muitas atrizes da época, com a poderosa atriz Alla Nazimova, que era a antiga amante de Acker, apesar de nunca ter sido verificado que Nazimova e Darmond estivessem ligadas romanticamente. Ela e Acker frequentavam as festas no Garden of Allah Hotel, de Nazimova.
Grace e Jean Acker se conheceram em 1918, e se tornaram amantes pouco tempo depois. Acker conheceu o então quase desconhecido Rodolfo Valentino apenas alguns meses mais tarde, em uma festa na casa de Nazimova. Ela e Valentino começaram a namorar, mas supostamente nunca tiveram relações sexuais, e se casaram em 1919, mas na noite de núpcias, Acker fugiu e correu para a casa de Darmond, afirmando seu amor por ela. Foi alegado que o casamento não foi consumado, e Acker pediu uma separação em 1921, mais tarde apresentando acusações de bigamia contra Valentino quando ele se casou com a designer Natacha Rambova, no México.
Darmond e Acker declaradamente permaneceram amantes durante a maior parte da década de 1920. Entretanto, a evidência de que Grace Darmond era lésbica e não bissexual não é conclusiva, pois foi casada duas vezes. O primeiro casamento, muito breve, foi com Henry J. Matson, de 16 de março a 18 de dezembro de 1926, quando se divorciaram. Ela então se casou com Randolph N. Jennings em janeiro de 1928.

## Filmografia parcial
Darmond atuou de 1914 até 1927.
- A Pair of Stockings (1914)
- The Quarry (1915)
- A Temperance Town (1916)
- The Black Orchid (1916)

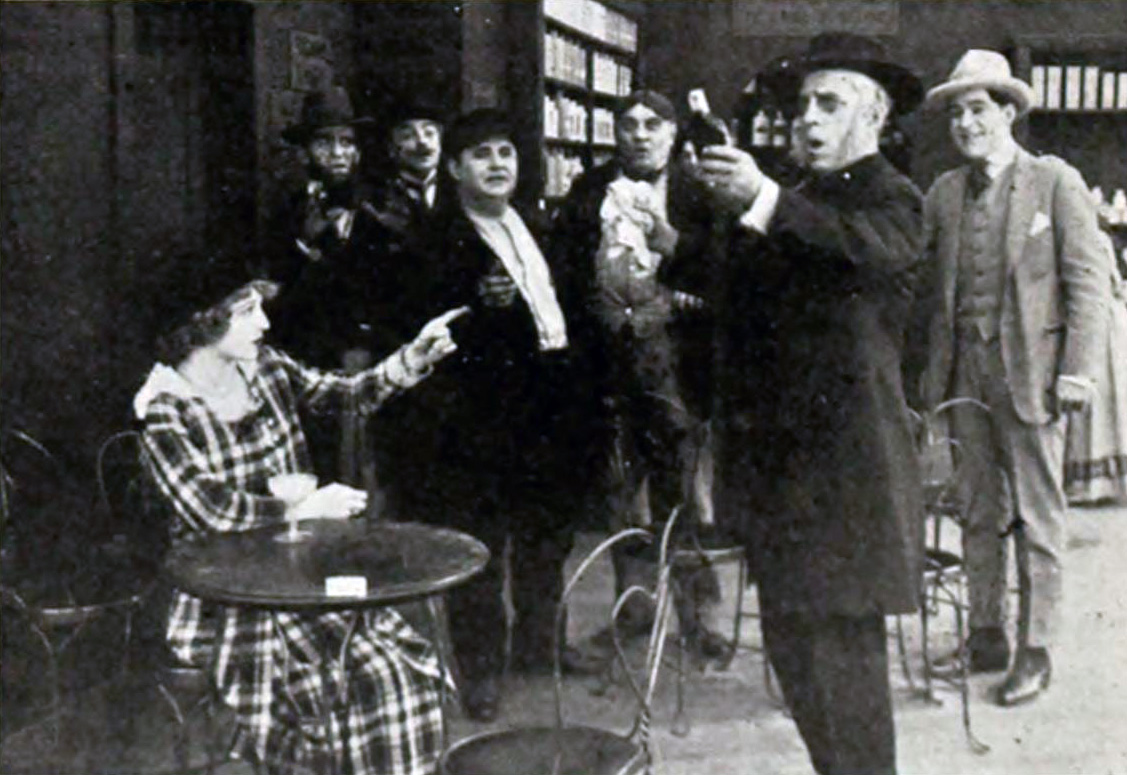
Cena do filme A Temperance Town (1916)

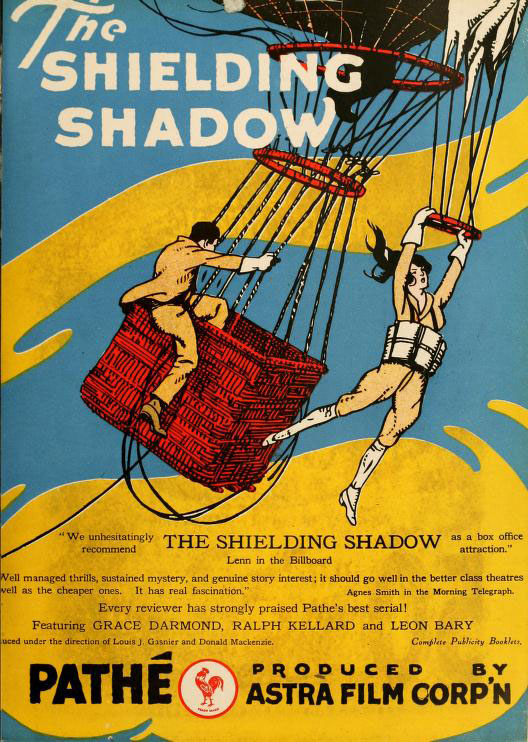
Cartaz de The Shielding Shadow, seriado de 1916 estrelado por Grace Darmond.

- The Shielding Shadow (seriado, 1916)
- The Gulf Between (1917)
- The Seal of Silence (1918)
- The Hawk's Trail (seriado, 1919)
- Below the Surface (1920)
- The Invisible Divorce (1920)
- The Hope Diamond Mystery (seriado, 1921)
- A Dangerous Adventure (seriado, 1922)
- Daytime Wives (1923)
- Discontented Husbands (1924)
- The Night Patrol (1926)
- Honesty - The Best Policy (1926)
- Wide Open (1927)
- Hour of Reckoning (1927)
- Wages of Conscience (1927)
- Our Wife (não-creditada, 1941)